# 固定汇率制
固定匯率制（英語：fixed exchange rate），又稱釘住匯率制（英語：pegged exchange rate），是國家間貨幣採用固定匯率進行貨幣交換的制度，一国政府可通过行政方式限定其货币相对于另一货币的价值。该国政府依照一定重量的黄金，或者一定量的另一种货币，或货币组合给本国货币定价。固定匯率制共有金本位體系和布雷頓森林體系兩種體系。
歐洲聯盟諸國之間放棄各國的「自由經貿政策」，來維持固定匯率制。此固定匯率制，就是單一通商貨幣「歐元」。
1944年世界銀行（IBRD）和國際貨幣基金（IMF）成立，為了促進自由貿易和資金流動訂定黃金1金衡盎司為35美金（布雷頓森林協定），使得美金和黃金能夠隨時做交換。

## 关联条目
- 貨幣發行局
- 資本外流
- 浮動匯率（Floating exchange rate）
- 貨幣掛鉤（currency peg）